# Đội tuyển bóng chuyền nam quốc gia Hàn Quốc
Đội tuyển bóng chuyền nam quốc gia Hàn Quốc đại diện cho Hàn Quốc ở các trận thi đấu và giao hữu bóng chuyền nam ở phạm vi quốc tế. Màn biểu diễn xuất sắc của đội tại Thế vận hội Mùa hè là vị trí thứ năm tại Thế vận hội Mùa hè 1984 ở Los Angeles, California.

## Kết quả

### Thế vận hội Mùa hè
- 1964 — Vị trí thứ 10
- 1968 — Không đủ điều kiện
- 1972 — Vị trí thứ 7
- 1976 — Vị trí thứ 6
- 1980 — Không đủ điều kiện
- 1984 — Vị trí thứ 5
- 1988 — Vị trí thứ 11
- 1992 — Vị trí thứ 9
- 1996 — Vị trí thứ 9
- 2000 — Vị trí thứ 9
- 2004 — Không đủ điều kiện
- 2008 — Không đủ điều kiện
- 2012 — Không đủ điều kiện

### Giải vô địch thế giới
- 1949 — Không tham gia
- 1952 — Không tham gia
- 1956 — Vị trí thứ 18
- 1960 — Không tham gia
- 1962 — Không tham gia
- 1966 — Không tham gia
- 1970 — Đủ điều kiện nhưng sau đó đã rút
- 1974 — Vị trí thứ 13
- 1978 — Vị trí thứ 4
- 1982 — Vị trí thứ 8
- 1986 — Không đủ điều kiện
- 1990 — Vị trí thứ 14
- 1994 — Vị trí thứ 8
- 1998 — Vị trí thứ 13
- 2002 — Đủ điều kiện nhưng sau đó đã rút
- 2006 — Vị trí thứ 17
- 2010 — Không đủ điều kiện
- 2014 — Đủ điều kiện

### Cúp thế giới
- 1965 — Không đủ điều kiện
- 1969 — Không đủ điều kiện
- 1977 — Vị trí thứ 7
- 1981 — Không đủ điều kiện
- 1985 — Vị trí thứ 7
- 1989 — Vị trí thứ 7
- 1991 — Vị trí thứ 5
- 1995 — Vị trí thứ 8
- 1999 — Vị trí thứ 7
- 2003 — Vị trí thứ 6
- 2007 — Vị trí thứ 11
- 2011 — Không đủ điều kiện

### World Grand Champions Cup
- 1993 — Vị trí thứ 6
- 1997 — Không đủ điều kiện
- 2001 — Vị trí thứ 4
- 2005 — Không đủ điều kiện
- 2009 — Không đủ điều kiện
- 2013 — Không đủ điều kiện

### World League
- 1990 — Không tham gia
- 1991 — Vị trí thứ 9
- 1992 — Vị trí thứ 8
- 1993 — Vị trí thứ 10
- 1994 — Vị trí thứ 9
- 1995 — Vị trí thứ 6
- 1996 — Không tham gia
- 1997 — Vị trí thứ 11
- 1998 — Vị trí thứ 11
- 1999 — Không tham gia
- 2000 — Không tham gia
- 2001 — Không tham gia
- 2002 — Không tham gia
- 2003 — Không tham gia
- 2004 — Không tham gia
- 2005 — Không tham gia
- 2006 — Vị trí thứ 10
- 2007 — Vị trí thứ 9
- 2008 — Vị trí thứ 13
- 2009 — Vị trí thứ 14
- 2010 — Vị trí thứ 16
- 2011 — Vị trí thứ 13
- 2012 — Vị trí thứ 14
- 2013 — Vị trí thứ 15
- 2014 — Vị trí thứ 19

### Giải vô địch châu Á
- 1975 —  Hạng nhì
- 1979 —  Hạng nhì
- 1983 —  Vị trí thứ 3
- 1987 —  Vị trí thứ 3
- 1989 —  Vô địch
- 1991 —  Hạng nhì
- 1993 —  Vô địch
- 1995 —  Vị trí thứ 3
- 1997 — Vị trí thứ 5
- 1999 —  Vị trí thứ 3
- 2001 —  Vô địch
- 2003 —  Vô địch
- 2005 —  Vị trí thứ 3
- 2007 —  Vị trí thứ 3
- 2009 —  Vị trí thứ 3
- 2011 —  Vị trí thứ 3
- 2013 —  Hạng nhì
- 2015 – Vị trí thứ 7
- 2017 –  Vị trí thứ 3

### Đại hội Thể thao châu Á
- 1958 — Không tham gia
- 1962 — Vị trí thứ 4
- 1966 —  Hạng nhì
- 1970 —  Hạng nhì
- 1974 —  Hạng nhì
- 1978 —  Vô địch
- 1982 —  Vị trí thứ 3
- 1986 —  Hạng nhì
- 1990 —  Hạng nhì
- 1994 —  Vị trí thứ 3
- 1998 —  Hạng nhì
- 2002 —  Vô địch
- 2006 —  Vô địch
- 2010 —  Vị trí thứ 3
- 2014 —

### Cúp bóng chuyền châu Á
- 2008 —  Hạng nhì
- 2010 — Vị trí thứ 6
- 2012 — Vị trí thứ 5
- 2014 —  Vô địch
- 2016 — Vị trí thứ 8
- 2018 — [chưa xác định]

## Danh hiệu
- 2003 World Cup — Vị trí thứ 6
Ko Hee-Jin, Chang Kwang-Kyun, Yeo Oh-Hyun, Choi Tae-Woong , Shin Sun-Ho, Lee Sun-Kyu, Yoon Kwan-Yeol, Kim Young-Rae, Suk Jin-Wook, Lee Hyung-Doo, Shin Young-Soo, và Chang Byung-Chul. HLV trưởng: Cha Joo-Hyun.
- Đại hội Thể thao châu Á 2010 —  Vị trí thứ 3
Shin Young-Soo, Han Sun-Soo, Kwon Young-Min, Moon Sung-Min, Yeo Oh-Hyun, Kim Hak-Min, Kim Yo-Han, Ko Hee-Jin, Park Chul-Woo, Suk Jin-Wook, Ha Hyun-Yong, và Shin Yung-Suk. HLV trưởng: Shin Chi-Yong.